# Hillary (ラジオDJ)
Hillary（ヒラリー、2001年7月22日 - 本名：野﨑 ひらり）は、名古屋芸術大学卒業、現在は声優として活動。

## 人物紹介
アメリカ合衆国ニューヨーク州生まれ、愛知県瀬戸市出身。
インターナショナルスクールに通っていたが、小学5年生の時に「日本の中学校に通いたい！」という想いから日本語を勉強し始める。
2017年の高校生時代に愛知県瀬戸市のコミュニティFM局「RADIO SANQ」でラジオDJとしてデビュー後、2022年4月よりZIP-FMのナビゲーターとしての活動を開始。
父親は自転車系YouTubeチャンネル「Animal Land」を運営する野崎啓介で、同チャンネルにも度々登場している。
2024年8月1日、株式会社アクロス エンタテインメントに準預かりとして所属。
2025年3月末、名古屋芸術大学卒業と共にZIP-FMのラジオDJを卒業、活動拠点を愛知から東京へ移して声優として本格的に活動を開始。

### 趣味
サバイバルゲーム、ロードバイク、 映画鑑賞、スイーツ作り、弾き語り、歌を歌うこと、カメラ、編み物

### 特技
ネイル、英語

### 資格
英検 準1級、普通自動車免許、TOEIC 785点

## 出演

### ラジオ
- ひらり presents ハイスクールテリア (第2・4週月曜日、2017年9月 - 2020年3月、RADIO SANQ)
- AniBuzz (毎週金曜日、2022年4月 - 2024年3月、ZIP-FM)
- GENZ (毎週月・火担当、2022年4月 - 2025年3月、ZIP-FM)

### Podcast
- 宙耳 -ソラミミ- 【食のミライを耕す人たち】 (2023年2月 - 2023年4月、ZIP-FM Podcast)
- 森野コージの乗り鉄急行〜59歳の抵抗制御〜 (2022年12月 - 2023年3月、ZIP-FM Podcast)
- SAKURA ROLL (2023年4月 - 2024年3月 全49回、ZIP-FM Podcast)
- WOOD CAST ひらりと森の木漏れ日 (2023年6月 -　2025年3月、ZIP-FM Podcast)

## エピソード
- ハリーポッターが好きで、“ハリポタ愛は誰にも負けん”[注釈 3]と自称する。部屋中グッズで溢れているほか、GENZ番組内でも常々ハリポタへの愛を語っている。

- GENZの初担当放送において、生放送前日に失恋をしており失意の中でのナビゲーターデビューとなった。[注釈 4]
- GENZの2023年5月23日放送回の数日前にも失恋をし、同日の放送では「GENZ大失恋大会」を開催した。

- 12月を意味する「師走」の読み方が分からず「しそう」と読んでしまい、番組中に母親からも指摘のLINEが来るなど総ツッコミを浴びた。[注釈 5]なお、一年後の2024年12月2日の放送中「Angel Hillary」のコーナーで、リスナーからこのことをネタにされた際、本件がWikipediaに記述されていることを知っていると明かした。

- 学生の時に生徒会長を務めており、その時、片目にブルーのカラーコンタクトレンズを入れていたが、その目は眼帯で覆い隠した風貌であった。[注釈 6]

- 学生時に二つ名を持っており「永遠の精霊（エターナルシルフィード）」と言っていた。[注釈 7]